# Paolo Maldini
Paolo Maldini (Milaan, 26 juni 1968) is een Italiaans voormalig voetballer, die honderdzesentwintig interlands (zeven doelpunten) speelde voor zijn vaderland Italië. Daarmee was hij recordhouder, totdat Fabio Cannavaro daar op 12 augustus 2009 overheen ging. Als clubspeler speelde Maldini zijn gehele voetbalcarrière voor AC Milan, waarmee hij onder andere vijfmaal de Europacup I / UEFA Champions League won. Hij is de zoon van Cesare Maldini en vader van Daniel Maldini.

## Biografie
Paolo Maldini was eerder opvallend van nature rechtsvoetig: hij begon dan ook als rechtsback alvorens tegenvoets uit te blinken. Maldini brak in het seizoen 1984/85 op zestienjarige leeftijd door in het eerste elftal van de club AC Milan. In het seizoen 2006/07 begon hij aan zijn 23e seizoen voor AC Milan. In het seizoen 2005/06 seizoen speelde hij zijn 570e wedstrijd in de Serie A en evenaarde daarmee het record van Dino Zoff. Op 13 mei 2007 behaalde Maldini andermaal een bijzondere mijlpaal: In de thuiswedstrijd tegen Catania speelde hij zijn 600e Serie A-wedstrijd. Zijn eerste wedstrijd was op 20 januari 1985, een met 1–1 gelijk gespeelde wedstrijd tegen Udinese. Hij geldt als een van de beste linksbacks aller tijden, maar ook in het centrum van de verdediging werd Maldini wereldklasse toen hij in de latere stadia van zijn carrière meestal die positie ging bezetten. Maldini vormde met Mauro Tassotti, Franco Baresi en Alessandro Costacurta een legendarische defensie die hoge toppen scheerde in het Europese topvoetbal van de jaren 80 en 90, achtereenvolgens onder trainers Arrigo Sacchi en Fabio Capello. Maldini zette in 2009 een punt achter zijn 25-jarige profcarrière en speelde 1051 officiële wedstrijden voor Milan. Maldini kreeg van de club een testimonial.
Maldini is in de ogen van supporters een levend monument bij AC Milan, en wordt doorgaans beschouwd als voorbeeld van clubliefde. Op relatief hoge leeftijd stond hij nog regelmatig in de basis. In 2006/07 speelde hij echter slechts 18 competitiewedstrijden vanwege enkele knieblessures. Desondanks liet hij in mei 2007 weten dat hij graag zijn contract nog met een jaar wilde verlengen. Op 23 mei 2007 speelde Maldini in het Olympisch Stadion in Athene zijn achtste Europacup I / UEFA Champions League-finale. Daarmee evenaarde hij het record van Francisco Gento. In totaal won hij de Europacup I / UEFA Champions League vijfmaal; de eerste won hij in 1989 (destijds Europacup I genaamd), samen met het Nederlandse trio Rijkaard, Gullit en Van Basten. Twee keer mocht Maldini als aanvoerder de cup met de grote oren in ontvangst nemen; in 2003 en in 2007. Ook won hij achtmaal de landstitel, vijfmaal de Supercoppa Italiana, eenmaal de Coppa Italia, viermaal de Europese / UEFA Super Cup, eenmaal het FIFA WK voor clubs en tweemaal de Intercontinentale beker.
Begin april 2010 werd Maldini, die al tien maanden met pensioen was, gevraagd om nog even zijn voetbalschoenen aan te trekken om Milan kampioen te maken. Milan zat immers met defensieve problemen, mede door het uitvallen van Alessandro Nesta. Maldini bedankte hier vriendelijk voor.

## Interlandcarrière
Op 31 maart 1988 debuteerde Maldini voor het Italiaans nationale elftal in Split (in het huidige Kroatië) in een uitwedstrijd tegen Joegoslavië, die in een 1–1 gelijkspel eindigde. Ook verdediger Luca Fusi (Sampdoria) maakte in die wedstrijd zijn debuut voor de Azzuri. Een wedstrijd tegen Zuid-Korea op het WK 2002 – die Italië met 2–1 verloor – was Maldini's laatste interland. In totaal kwam Maldini 126 keer uit voor de Azzurri (7 doelpunten).

## Clubstatistieken
| Seizoen         | Club            | Competitie      | Duels | Goals |
| --------------- | --------------- | --------------- | ----- | ----- |
| 1984/85         | AC Milan        | Serie A         | 1     | 0     |
| 1985/86         | AC Milan        | Serie A         | 27    | 0     |
| 1986/87         | AC Milan        | Serie A         | 29    | 1     |
| 1987/88         | AC Milan        | Serie A         | 26    | 2     |
| 1988/89         | AC Milan        | Serie A         | 26    | 0     |
| 1989/90         | AC Milan        | Serie A         | 30    | 1     |
| 1990/91         | AC Milan        | Serie A         | 26    | 4     |
| 1991/92         | AC Milan        | Serie A         | 31    | 3     |
| 1992/93         | AC Milan        | Serie A         | 31    | 2     |
| 1993/94         | AC Milan        | Serie A         | 30    | 1     |
| 1994/95         | AC Milan        | Serie A         | 29    | 2     |
| 1995/96         | AC Milan        | Serie A         | 30    | 3     |
| 1996/97         | AC Milan        | Serie A         | 26    | 1     |
| 1997/98         | AC Milan        | Serie A         | 30    | 0     |
| 1998/99         | AC Milan        | Serie A         | 31    | 1     |
| 1999/00         | AC Milan        | Serie A         | 27    | 1     |
| 2000/01         | AC Milan        | Serie A         | 31    | 1     |
| 2001/02         | AC Milan        | Serie A         | 15    | 0     |
| 2002/03         | AC Milan        | Serie A         | 29    | 2     |
| 2003/04         | AC Milan        | Serie A         | 30    | 0     |
| 2004/05         | AC Milan        | Serie A         | 33    | 0     |
| 2005/06         | AC Milan        | Serie A         | 14    | 2     |
| 2006/07         | AC Milan        | Serie A         | 18    | 1     |
| 2007/08         | AC Milan        | Serie A         | 18    | 1     |
| 2008/09         | AC Milan        | Serie A         | 28    | 0     |
| Carrière totaal | Carrière totaal | Carrière totaal | 646   | 29    |

Op zaterdag 16 februari 2008 bereikte Maldini een bijzondere mijlpaal. In de uitwedstrijd tegen Parma speelde hij z'n 1000e officiële wedstrijd. Maldini had daar precies 23 jaar en 27 dagen voor nodig. Hieronder een overzicht van alle wedstrijden:
| Competitie | Beker | Europa Cup | Nationaal Elftal | Jong Italië | O  | Totaal |
| ---------- | ----- | ---------- | ---------------- | ----------- | -- | ------ |
| 646        | 72    | 172        | 126              | 12          | 23 | 1051   |

Op 16 mei 2009 speelde Maldini tegen Udinese zijn 900e wedstrijd voor AC Milan. Maldini speelde in totaal 646 competitieduels in de Serie A, 168 wedstrijden in Europees verband, 72 Italiaanse bekerwedstrijden en veertien duels in andere officiële eindtoernooien. Uiteindelijk speelde hij 902 wedstrijden voor AC Milan, wat tevens met afstand het clubrecord is.

## Erelijst
AC Milan
- FIFA Club World Cup: 2007
- Intercontinental Cup: 1989, 1990
- Europacup I / UEFA Champions League: 1988/89, 1989/90, 1993/94, 2002/03, 2006/07
- Europese Supercup / UEFA Super Cup: 1989, 1990, 1994, 2003, 2007
- Serie A: 1987/88, 1991/92, 1992/93, 1993/94, 1995/96, 1998/99, 2003/04
- Coppa Italia: 2002/03
- Supercoppa Italiana: 1988, 1992, 1993, 1994, 2004

Individueel
- UEFA Europees Kampioenschap Team van het Toernooi: 1988, 1996, 2000
- Bravo Award: 1989
- FIFA WK All-Star Team: 1990, 1994
- Ballon d'Or: derde plaats 1994, 2003
- World Soccer Speler van het Jaar: 1994
- El País Europees Speler van het Jaar: 1994
- UNICEF Europees Voetballer van het Seizoen: 1993/94
- ESM Team van het Jaar: 1994/95, 1995/96, 1999/00, 2002/03
- FIFA Wereldvoetballer van het Jaar: Zilveren Award 1995
- Premio Nazionale Carriera Esemplare "Gaetano Scirea": 2002
- FIFA WK Dream Team: 2002
- FIFA XI: 2002
- UEFA Champions League Man van de Wedstrijd: finale 2003
- UEFA Team van het Jaar: 2003, 2005
- UEFA President's Award: 2003
- Serie A Verdediger van het Jaar: 2004
- FIFA 100
- UEFA Golden Jubilee Poll: #10
- FIFA FIFPro World XI: 2005
- UEFA Clubverdiger van het Jaar: 2007
- Premio internazionale Giacinto Facchetti: 2008
- FIFA Order of Merit: 2008
- UEFA Champions League Achievement Award: 2009
- Marca Leyenda: 2009
- Sports Illustrated Team van het Decennium: 2009
- ESPN Wereldteam van het Decennium: 2009
- Hall of Fame van het Italiaans voetbal: 2012
- World Soccer Greatest XI of all time: 2013
- One Club Man Award: 2016
- UEFA Euro All-time XI
- AC Milan Hall of Fame
- Walk of Fame of Italiaanse Sport: 2018
- Gazzetta Sports Awards – Legend: 2018
- Ballon d'Or Dream Team: 2020

Records
- Meeste wedstrijden in alle competities (AC Milan): 902
- Op een na meeste Serie A-optredens (alleen reguliere seizoenen in de Serie A): 647
- De meeste competitiewedstrijden voor AC Milan (alleen reguliere seizoenen in de Serie A): 647
- Derde meeste optredens in UEFA-clubcompetities: 174
- De meeste wedstrijden van UEFA-clubcompetities voor AC Milan: 174
- Meeste wedstrijden in Europese competities: 168
- Meeste wedstrijden in Europese competities voor AC Milan: 168
- Meeste UEFA Champions League-wedstrijden voor AC Milan: 139
- De meeste finales gespeeld in de UEFA Champions League: 8 (gedeeld met Francisco Gento)
- Jongste eerste-teamspeler (AC Milan): 16 jaar en 208 dagen (tegen Udinese, 20 januari 1985)
- Langstdienende speler (AC Milan): 24 jaar en 132 dagen (van 20 januari 1985 tot 31 mei 2009)
- Meeste FIFA WK-wedstrijden voor Italië: 23
- Meeste minuten gespeeld tijdens FIFA WK's: 2216
- Snelste doelpunt in de geschiedenis van een Europacup I / UEFA Champions League-finale: 50 seconden, 2005
- Oudste speler die een doelpunt scoorde in de geschiedenis van een Europacup I / UEFA Champions League-finale: 36 jaar en 333 dagen oud, spelend voor AC Milan tegen Liverpool, 2005
- Meeste Europese/UEFA Super Cup-titels: (gedeeld met Dani Alves) (1989, 1990, 1994, 2003)
- De meeste Europese / UEFA Super Cup-optredens: (gedeeld met Dani Alves) (1989, 1990, 1993, 1994, 2003)
- Op een na meeste optredens in de clubcarrière van een Italiaanse speler: 902
- De meeste optredens voor een enkele Italiaanse club: 902 (met AC Milan)

Onderscheidingen
- Vierde Klasse / Officier: Officiële Orde van Verdienste van de Italiaanse Republiek: 2000
- Vijfde klasse / Ridder: Ridderorde van Verdienste van de Italiaanse Republiek: 1991

## Tennis
Maldini is ook een verdienstelijk tennisser. Samen met zijn coach Stefanio Landonio kwalificeerde hij zich in 2017 voor het dubbelspel van het Challenger-toernooi in Milaan. Hij maakte zijn profdebuut op zijn 49e verjaardag.

## Trivia
- Paolo Maldini speelde in totaal acht Europacup I / UEFA Champions League-finales, die van 1989, 1990, 1993, 1994, 1995, 2003, 2005 en 2007. Hij evenaarde hiermee het record van Francisco Gento, linksbuiten van het Real Madrid uit de jaren '50.
- Maldini was de vierde speler die de UEFA Champions League vijf keer won, Francisco Gento (die er in totaal zes won), Alfredo Di Stéfano en José María Zárraga gingen hem voor.
- In de UEFA Champions League-finale van 2005, op 25 mei 2005 in Istanboel, maakte Maldini het snelste doelpunt ooit in een CL-finale. Hij scoorde al na 51 seconden. Tevens was hij met dat doelpunt – tot dat van Javier Zanetti op 20 oktober 2010 – met 36 jaar en 333 dagen de oudste doelpuntenmaker ooit in het toernooi.
- In 2005 contracteerde AC Milan de toen negenjarige Christian Maldini, de zoon van Paolo. Later maakte Milan bekend dat het rugnummer 3 van vader Paolo voor Christian gereserveerd zou blijven tot wanneer die tot selectie van het eerste elftal zou behoren.
- In Italië is Maldini ambassadeur voor UNICEF.